# Great Musgrave
Great Musgrave är en by i civil parish Musgrave, i grevskapet Cumbria, England. Den har en kyrka. Great Musgrave var en civil parish fram till 1894 när blev den en del av Musgrave. Parish hade 175 invånare år 1891.